# Baltský stát
Baltský stát (německy Baltischer Staat) byl krátkodobý pokus baltských Němců o vytvoření státu vedeného německou aristokracií na území dnešního Estonska a částečně Lotyšska v roce 1918. Stát byl vyhlášen 12. dubna 1918, aniž by ovšem reálně ovládal nárokované území, a už 22. září 1918 se sjednotil s obdobnou iniciativou na vznik Vévodství Kuronsko a Zemgalsko ve Spojené baltské vévodství.